# РубіСтар
РубіСтар або RubyStar — білоруська вантажна авіакомпанія зі штаб-квартирою в Мінську та хабом у Національному аеропорту Мінська.

## Історія
УП «Рубістар» засноване 2000 року як аґенція з продажу вантажних авіаперевезень.
2002 року авіакомпанія отримала ліцензію авіаперевізника, яка була видана Департаментом авіації Міністерства транспорту і зв'язку Білорусі.
23 вересня 2023 року літак, що ймовірно належав РубіСтару, розбився при заході на посадку на летовищі Гао в Малі. На борту, ймовірно. знаходилися 133 найманці ВПК Вагнер та 7 членів екіпажу, всі загинули.
9 серпня 2024 року компанія та її директор були внесені до санкційного Список спеціально позначених громадян і заблокованих осіб США.

## Флот

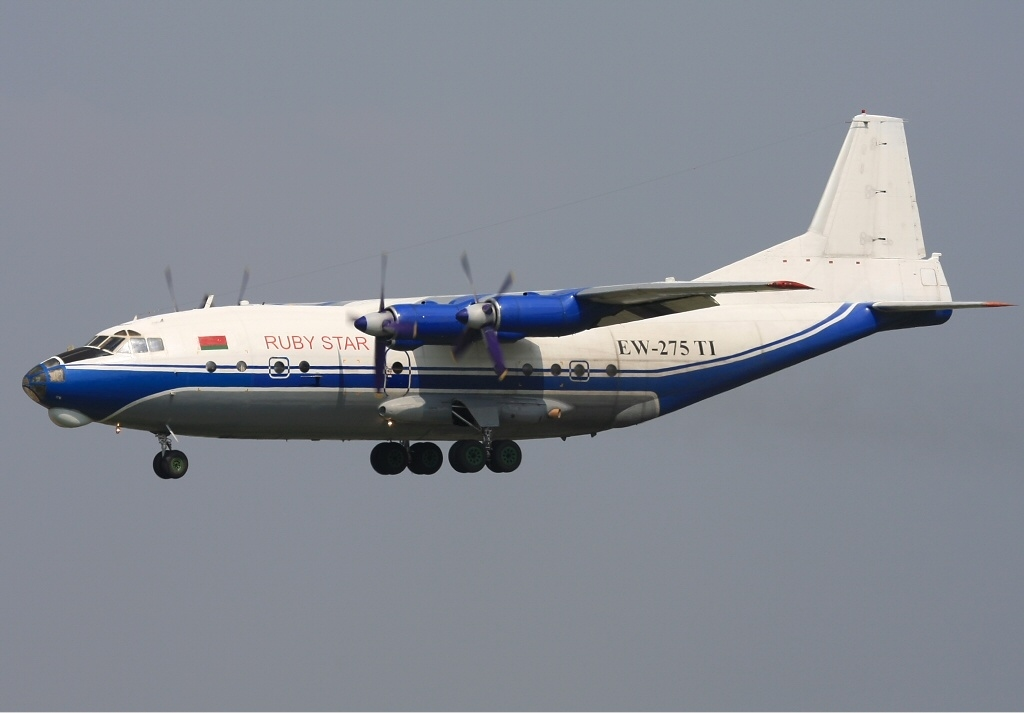
Ан-12 компанії RubyStar

RubyStar Airways експлуатує такі літаки:
- 5 Ан-12
- 1 Іл-76[4]
- 1 Boeing 747-400[4]